# Czułość przyrządu pomiarowego
Czułość przyrządu pomiarowego — najmniejsza zmiana wartości, mierzonej wielkości fizycznej, którą może zarejestrować dany przyrząd pomiarowy.